# Santuário de Panóias

O Santuário de Panóias, também designado por Fragas de Panóias, localiza-se em Vale de Nogueiras, na freguesia de Constantim e Vale de Nogueiras, no município de Vila Real.
Fica a alguns quilómetros da cidade, tendo-lhe dado em tempos o nome. A sua construção remonta a finais do século II/ início do século III d. C.
O Santuário de Panóias está classificado como Monumento Nacional desde 1910.

## Distribuição
O santuário é um recinto onde se encontram três grandes fragas, onde foram abertas várias cavidades de vários tamanhos, nas quais foram também construídas escadas de acesso. Na rocha situada na entrada do recinto foram gravadas várias inscrições - três em latim e uma em grego, descrevendo o ritual celebrado, os deuses a quem era dedicado e quem dedicava - , sendo que uma delas foi destruída no século passado, mas foi reconstituída a partir de leituras e registos anteriores.

## Inscrições

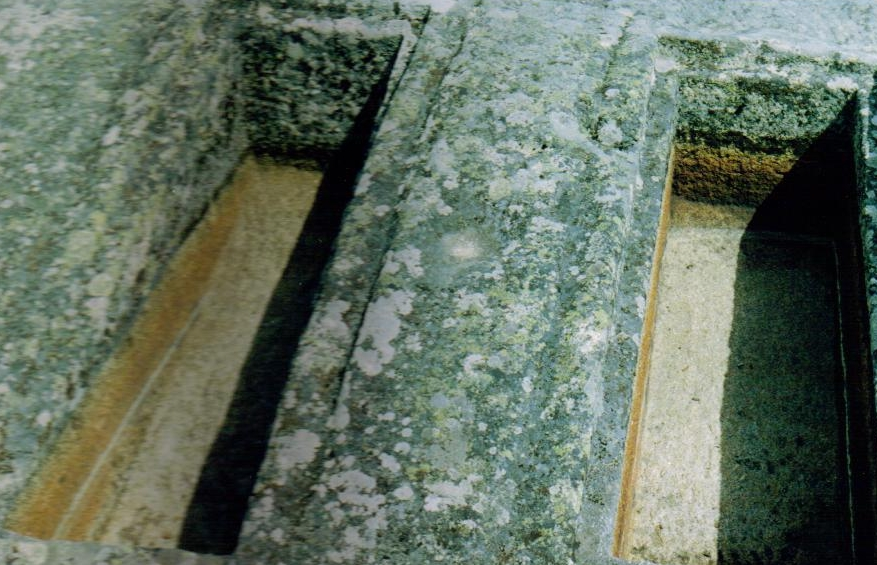
Santuário de Panóias

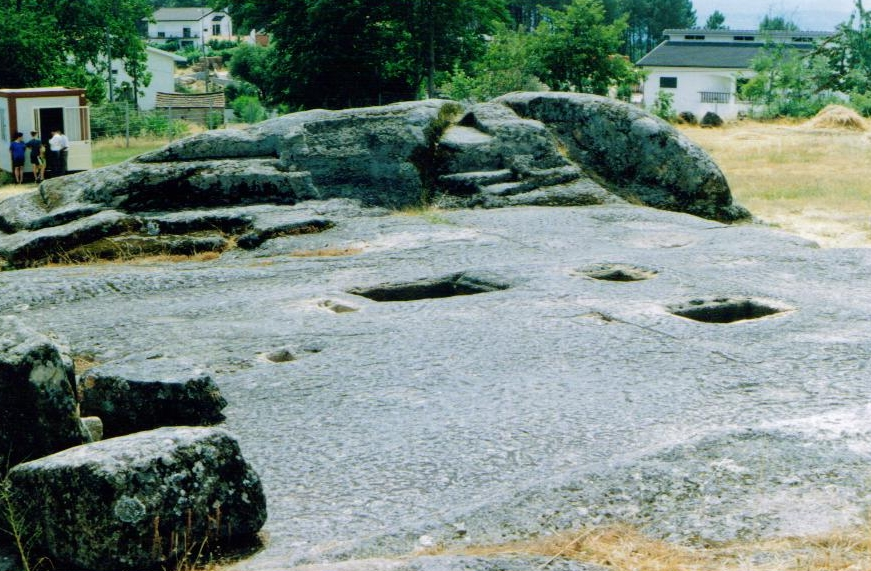
Santuário de Panóias

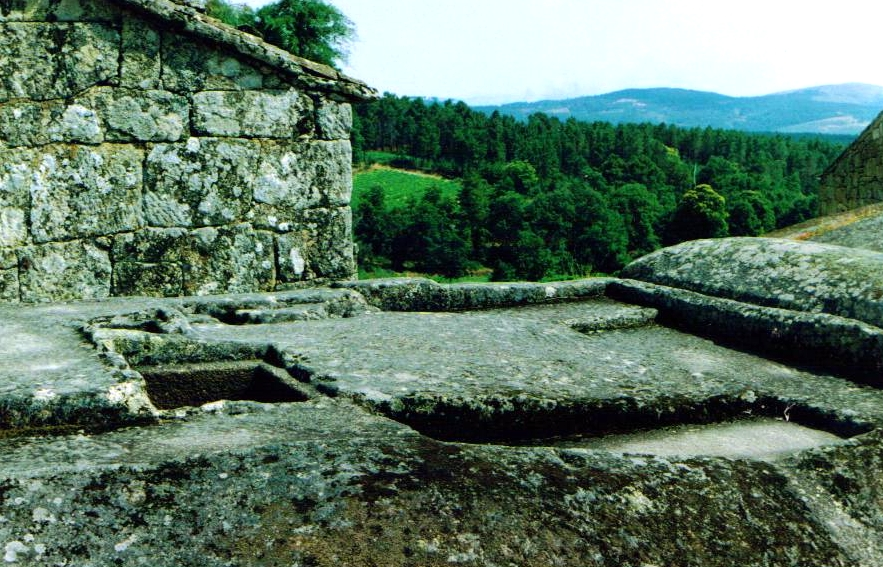
Santuário de Panóias

A inscrição desaparecida, em latim, estava 6/7 metros a Este da segunda inscrição, do lado direito do caminho por onde se entrava para a área sagrada. O texto estaria orientado para a rocha situada na entrada do recinto e diz o seguinte:
DIIS (loci) HVIVS HOSTIAE QVAE CA / DVNT HIC INMOLATVR / EXTRA INTRA QVADRATA / CONTRA CREMANTVR / SANGVIS LACICVLIS IVXTA / SVPERE FVNDITVR
“Aos Deuses e Deusas deste recinto sagrado. As vítimas sacrificam-se, matam-se neste lugar. As vísceras queimam-se nas cavidades quadradas em frente. O sangue verte-se aqui ao lado para as pequenas cavidades. Estabeleceu Gaius C. Calpurnius Rufinus, membro da ordem senatorial.”
Para a rocha da entrada, sobe-se por uns degraus, sendo que antes de subir, à esquerda, fica a segunda inscrição:
DIIS CVM AEDE / ET LACV M. QVI / VOTO MISCETVR / G(neus) C(aius) CALP(urnius) RUFI / NVS V(ir) C(larissimus)
(a primeira tradução é de António Rodriguez Colmenero, e a segunda de Geza Alföldy)
"Aos deuses, com o aedes e o tanque, a passagem subterrânea, que se junta por voto."
“G. C. Calpurnius Rufinus consagrou dentro do templo (templo entendido como recinto sagrado), uma aedes, um santuário, dedicado aos Deuses Severos.”
Alain Tranoy interpreta como:
DIIS CVM AEDE ET LA CV M (eatum)?  QVI VOTO  MISCE TVR (sacravit) G(auis) C(ai filius) ?CALP(urnius) RVFI NVS  V(ir)  C(larissimus)
“Aos deuses, G. C. Calpurnius Rufinus, claríssimo, com este (templo) oferece também uma cavidade para se proceder à mistura.”
Neste local, o iniciado purificava-se do sangue, gordura e azeite com que se tinha sujado.
Restam os vestígios de um dos pequenos templos existentes no recinto. Subindo as escadas e passando para o outro lado da rocha, encontra-se a terceira inscrição:
DIIS DEABVSQVE AE / TERNVM LACVM OMNI / BVSQVE NVMINIBVS / ET LAPITEARVM CVM HOC TEMPLO SACRAVIT / G(neus) C(aius) CALP(urnius) RVFINVS V(ir) C(larissimus) / IN QVO HOSTIAE VOTO CREMANTVR
"A todos os deuses e deusas, a todas as divindades, nomeadamente às dos Lapiteas, dedicou este tanque eterno, com este templo, Gaius c. Calpurnius Rufinus, varão esclarecido, no qual se queimam vítimas por voto."
“Aos Deuses e Deusas e também a todas as divindades dos Lapitaes, Gaius C. Calpurnius Rufinus, membro da ordem senatorial, consagrou com este recinto sagrado para sempre uma cavidade, na qual se queimam as vítimas segundo o rito.”
Esta inscrição revela que o recinto é dedicado não só aos Deuses Severos mas, segundo Jerónimo Contador de Argote, que primeiro estudou o local, também aos deuses dos Lapitae, deuses da comunidade indígena que existiria na região. No entanto, outros autores propõem que lapitae são não um etnónimo, mas sim o nome de outro tipo de entidades de culto, provavelmente ninfas, ou matronas.
Adiante temos a quarta inscrição (em grego):
Y'l'ICTw CEPA PIDI CYN KANqA Pw KAY MYCTOPIOIC C. C. CALP.RVFINVS V|C.
"O esclarecido varão Caio Calpúrnio Rufino, filho de Caio, consagrou, junto com um lago e os mistérios, (um templo) ao mais alto deus Serápis."
“Ao altíssimo Serápis, com o Destino e os Mistérios, G. C. Calpurnius Rufinus, claríssimo.”
O senador consagrou o recinto sagrado à divindade principal dos deuses do "inferno", o Altíssimo Serápis, incluindo uma gastra e mistérios. Gastra, uma cavidade redonda, encontra-se imediatamente atrás da inscrição. A sua função no ritual seria o de assar a carne da vítima, que era consumida no local, em frente ao nome da divindade. A quinta inscrição indica o acto final.
DIIS SEVERIS IRATIS HIC LOCATIS TEMPLO G.C. CALP. RVFINVS V. C.
"Aos deuses infernais irados que aqui moram, (dedicou) Gaius c. Calpurnius Rufinus, varão esclarecido."
Transcrição e tradução de Argote, no século XVIII, hoje não mais se conseguindo ler todo o texto. Em alternativa ao "infernais", pode-se considerar menos nefastos "severo", "austero", sendo referente a deuses ctónicos. Outros autores sugerem que as palavras em falta comporiam sim:
DIIS SE(veris) MAN(ibus) DIIS IRA(tis) / DIIS DEABVSQVE (loca) / TIS (hic sacravit lacum et) / AEDEM (Gneus Caius Ca) LP (urnius Ru) FINVS (Clarissimus Vir)
“Caio Calpúrnio, claríssimo [homem de bom senso], filho de Caio, faz a dedicação de um templo e de uma lagoinha aos deuses severos, deuses irados e deuses e deusas estabelecidos neste local” e que os "SE DIIS" são Plutão e Prosérpina, por vezes associados a Serápis e Ísis.

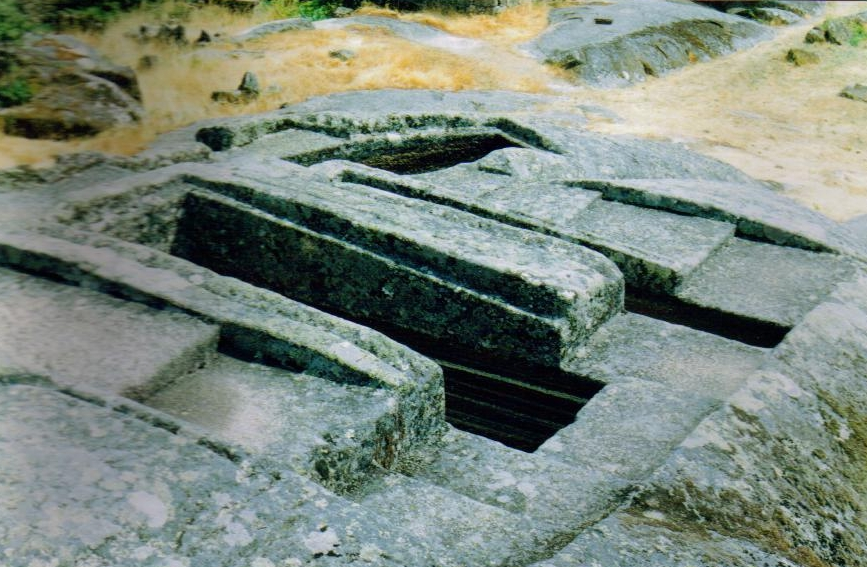
Santuário de Panóias

## Descrição do local
Esta interpretação sobre Panóias é de Geza Alföldy. Com base nos seus estudos, podemos hoje dizer que tivemos no local um ritual de iniciação com uma ordem e um itinerário muito precisos – a matança das vítimas, sempre animais e nunca humanas, o sacrifício do sangue, a incineração das vítimas, o consumo da carne, a revelação divino, e por fim a purificação.
Na segunda rocha do recinto a iniciação repetia-se num grau mais elevado, e na terceira rocha, a mais elevada, havia um pequeno templo, onde acontecia o acto principal da iniciação – a morte ritual, o enterro e a ressurreição.
Hoje em qualquer uma das três rochas temos vestígios dos pequenos templos que eram parte integrante do recinto. Restam também as diferentes cavidades rectangulares que serviam para queimar as vísceras, uma cavidade redonda – gastra, para assar a carne, e ainda uma outra onde se procedia à limpeza do sangue, gordura e azeite. Outras cavidades estavam relacionadas com os pequenos templos existentes, e destinar-se-iam a guardar os instrumentos sagrados usados nos rituais.
Existem portanto em Panóias testemunhos de um rito de iniciação dos mistérios das divindades "infernais", ou "severas", referentes aos deuses ctónicos. As prescrições identificam-se como partes de uma lei sagrada, mas aplicadas a um local concreto e preciso. A escolha deste local não foi por isso feita ao acaso, mas sim fruto de critérios específicos e previamente estabelecidos. A topografia do local desempenhou aqui um importante papel.

## O ritual
A primeira pedra contém as escadas, e ao lado, o lacus e o laciculus. É visível o rebaixamento feito na rocha granítica, para ser construído um templo, e dentro do mesmo, rasgados a pico, os lavacra purificatórios onde os mystae se abstergiam antes de oferecerem as vítimas, ou os depósitos onde os sacerdotes guardavam os instrumentos sacrificiais.
Na segunda pedra existe um orifício que serviria para um poste de ferro ou de bronze, apoiado em duas escoras, onde se prendiam os animais a sacrificar, que vinham engrinaldados. Os sacerdotes, com vestes brancas e coroas feitas de vergônteas de louro/carvalho/azevinho/hera/parra, conforme o deus a que se destinava o sacrifício, traziam nas mãos a pátera, uma espécie de pratos redondos de metal. Depois, vinham os victimarii, munidos da securis, machadinha utilizada no esquartejamento das vitimas.
Quando tudo estava preparado, um arauto impunha silêncio e os profanos abandonavam o local sagrado. Os sacerdotes aspergiam a vítima com a mola. Os presentes bebiam um pouco de vinho, com que também faziam a libação derramando um pouco na cabeça do animal. Acendia-se a fogueira no respectivo lacus e queimava-se incenso. Aí, os Popae, nus da cintura para cima, conduziam a vítima ao altar, onde era ferida de morte com um machado pelos Cultrarii, que lhe cortavam a garganta. O sangue era recolhido na pátera e derramado nos laciculi. A vítima era colocada na mesa anclabris, esfolada e esquartejada. De acordo com uma epígrafe há décadas destruída, queimavam-se as vísceras da vítima em honra dos deuses e a outra carne era grelhada e comida pelos presentes, em confraternização com as divindades.
Nesta pedra é visível também um conjunto de lavacra (os referidos tanques purificatórios), bem como os alicerces de um segundo templo, cujos silhares se encontram nas actuais paredes das casas da aldeia vizinha, principalmente no chão da igreja.
Um pouco mais a norte, na direcção que seguimos, deparamos com um lacus, onde se vêem as ranhuras que sustinham as barras de ferro que suportavam a grelha em que era assada a carne das vítimas, e o laciculus, onde se derramava o sangue.
Cerca de vinte metros, do lado do nascente, conservam-se ainda, numa pequena rocha, os restos de um altar pré-romano constituído por diversas covinhas ligadas entre si por sulcos, onde os Lapiteas teriam prestado culto aos seus deuses, como a Reva Marandiguius, divindade que morava nas alturas do Marão, e, hipoteticamente, às serpentes e aos javalis. Segue-se, na direcção do norte, por uma escada escavada na rocha, e depara-se com outro altar dos Lapiteas, constituído por covinha e sulco. Como mencionado, esta teoria tem pouca fundação face à ausência de outros documentos sobre este hipotético povo, sendo possível que sejam sim inscrições com referências ao culto de outras entidades.
Mais ao norte ainda, encontra-se a terceira pedra, com suas escadas e corrimão milenários. No alto, em larga plataforma, abriram-se a pico "sepulturas" rectangulares e os alicerces de um terceiro templo, que também desapareceu. Aqui realizava-se a incubafio, onde os mysfae "morriam" simbolicamente, dormindo toda a noite, sonhavam com as divindades, que Ihes transmitiam os seus oráculos, e "ressuscitavam" para uma vida "nova".

## O construtor
C. G. Calpurnius Rufinus, senador, introduziu este culto em Panóias, onde já haveria um culto indígena. Foi provavelmente um alto funcionário do governo provincial romano. A sua língua original foi o grego, mas na inscrição o uso da palavra “mystaria” em vez de “mysteria” demonstra o uso de um dialecto dórico ou pseudo-dórico. Os dados sobre a sua origem permitem supor com grande probabilidade que seja Perge de Panfilia, cidade de tradição dórica e um dos centros do culto de Serápis, e situada na Ásia Menor.

## Evolução
Até há alguns anos, o santuário rupestre esteve ao abandono, apesar de ser único na Península ibérica e de ser reconhecido como monumento nacional há quase cem anos. No entanto, a partir de 2001 foi vedado, e foram construídas algumas infraestruturas com o objectivo de valorizar este monumento. Possui hoje um Centro Interpretativo, visitas audioguiadas (português, francês, inglês e alemão), posto de vendas e é possível visualizar um pequeno filme sobre o Monumento.